# Hyporhagus championi
Hyporhagus championi es una especie de coleóptero de la familia Monommatidae.

## Distribución geográfica
Habita en Trinidad y Tobago.